# 673 г. пр.н.е.

## Събития

### В Азия

#### В Асирия
- Цар на Асирия е Асархадон (681/0 – 669 г. пр.н.е.).[1]
- Вероятно в тази година умира главната жена на Асархадон, което скоро след това води до издигането от царя на един от най-младите негови синове Ашурбанипал за престолонаследник на асирийския трон, а на друг с името Шамаш-шум-укин за наследник на трона на Вавилон. Последният изглежда се установява във Вавилония, където служи като управник от името на баща си.[2]

#### В Елам
- Цар на Елам e Уртаку (675 – 664 г. пр.н.е.).[3]

#### В Мидия
- Около 673 – 672 г. пр.н.е. Мидия се затвърждава като независимо царство на изток от Асирия след като Хшатрита (Фраорт) се сражава успешно с асирийците. Въпреки това редица територии в Мидия остават все ще асирийски/[4]

### В Африка

#### В Египет
- Фараон на Египет е Тахарка (690 – 664 г. пр.н.е.).[5]

### В Европа
- Тази или следващата година са традиционно приетите за края на управлението на римския цар Нума Помпилий (715 – 673/2 г. пр.н.е.) и началото на царуването на Тул Хостилий (673/2 – 642/0).[6][7]

## Починали
- Нума Помпилий, вторият цар на Рим и наследник на Ромул